# Xamiatus ilara
Espèce
Xamiatus ilara est une espèce d'araignées mygalomorphes de la famille des Microstigmatidae.

## Distribution
Cette espèce est endémique du Queensland en Australie. Elle se rencontre sur le plateau Blackdown.

## Description
Le mâle holotype mesure 30,87 mm et la femelle paratype 37,90 mm.

## Publication originale
- Raven, 1982 : On the mygalomorph spider genus Xamiatus Raven (Diplurinae: Dipluridae) with the description of a new species. Memoirs of the Queensland Museum, vol. 20, p. 473-478.